# バンカラジオ
バンカラジオ（英語: Bankaradio）は、やねすけ、きいたによる日本の2人組男性YouTuberである。小学生キャラなどを演じた、短編コメディ系の動画が中心。太田プロダクション所属。

## 略歴
2017年
- 12月23日、「バンカラジオ」としてチャンネルを開設。
- 12月24日、「バンカラジオ」活動開始[動画 1]。

2018年
- 4月29日から、ネタの動画投稿開始[動画 2]。
- 11月3日、登録者数1万人に到達。

2019年
- 1月14日、「バンカラブックス」受験チャンネル投稿開始[動画 3]。
- 8月11日、早稲田大学にてイベント『バンカラ祭』にバンカラジオが出演。
- 9月14日、バンカラブックス活動終了。

2020年
- 3月21日、「バンカラなラジオ」サブチャンネルの投稿開始[動画 4]。

2021年
- 6月18日、登録者数10万人銀の盾が届く。
- 9月1日、無期限の活動休止[動画 5]。
- 10月15日、太田プロダクションに所属し、活動再開[動画 6]。
- 12月20日、「バンカラジオのスタジオ」サブチャンネルの投稿開始[動画 7]。

2022年
- 2月25日、ブラックチャンネルとコラボし、バンカラジオアニメ化[動画 8]。別冊コロコロコミックにもコラボ。
- 1月7日、初MV投稿[動画 9]。
- 1月21日、バンカラなラジオ活動終了[動画 10]。
- 3月10日、おはスタにVTRとして初出演。
- 3月29日、登録者数50万人に到達[動画 11]。
- 11月23日、初のイベント開催[動画 12]。
- 12月27日、きいたが体調不良により、2023年1月15日に予定していたイベントの『バンカラ新年会！最高で最恐のあちゃぱ〜な物語』を中止ときいたがYouTubeの活動休止を報告[3][4][5]。

2023年
- 4月21日
  - チャンネル名、「バンカラジオ」が海外向けに「バンカラジオ / Bankaradio」に変更された[6]。
  - コメディ動画投稿と共に、きいたが活動再開[動画 13]。
- 4月25日、きいたが適応障害であることを発表[動画 14]。
- 8月30日、2か月の活動休止発表[動画 15]。
- 8月31日、史上最長の6時間生配信「バンカラ生配信〜夏休み最高にあちゃぱ〜な思い出を作ろうSP〜」を配信し活動を休止[動画 16][動画 17][動画 18][動画 19]。
- 9月1日、活動休止（期間：9月1日 - 11月19日）[注 3]
- 11月19日、活動再開。

2024年
- 1月14日、能登半島地震の被災者に向けて収益を使い募金[動画 20]。
- 6月1日、チャンネル登録者数100万人突破[動画 21]。2025年
- 5月17日バンカラジオのグッズを販売。

## 概要
きいたが大学在学中に大きな活動をしたいと考えていたものの実現できず、YouTubeを好んでいたことから、YouTubeに詳しかったやねすけを誘い活動を開始したと述べている。やねすけ自身も、自身の得意な動画制作を多くの人に共有したいという思いからYouTubeを始めたという。
当初は「大学あるある」や「〇〇をド偏見で再現してみた」といった、早稲田大学の伝統行事などを題材にした大学系の動画が多数を占めていた。現在は、やねすけが「天才小学生」を、きいたが「最恐母きいこ」を演じるネタを代表とするコメディ動画を投稿している。
2021年9月1日より一時活動休止をしていたが、同年10月15日より太田プロダクションに所属し活動を再開した。
コンビ名の「バンカラ」は、早稲田大学の精神の一つである「バンカラ主義」に由来しており、「日本男児の軸がしっかりしているという意味で、軸をもって、ものを発信したいという思いを込めました。（ラジオは）明治時代の主なメディアで、発信するという意味で付けました」と述べている。そして、現在では「世界中に楽しんでもらえるコメディを届けたい」と語っている。

## 書籍
- 浪人回避大全（2022年4月27日、東京能率協会マネジメントセンター）[注 4]
ISBN 9784800590091
- 別冊コロコロコミック 4月号（2022年2月28日、小学館）
JAN 4910038070424
- 超ハイレベルでヤバすぎるまちがえさがし（2024年1月26日、ワニブックス）
ISBN 9784847073717

## メンバー
メンバーカラーは、動画のテキストカラーを示す。
| 名前     | メンバーカラー | 動画の管理                                                | 学部                           | プロフィール | 言語                                   | 趣味                                   | 特技                              |
| -------- | -------------- | --------------------------------------------------------- | ------------------------------ | --- | -------------------------------------- | -------------------------------------- | --------------------------------- |
| やねすけ | 青             | - 脚本・監督は、天才小学生シリーズのみ。 - CG・合成担当。 | 早稲田大学文学部（卒業生）     | - 大学生現役時代、髪型をひまわりにした。 - 感情を表に出すのが苦手。 - 眼鏡をかけてた。 - 血液型はA型 | - 標準語 - 日本語                      | - 読書 - 美術館巡り - 一人観覧車       | - にらめっこ（全戦全勝） - 明晰夢 |
| きいた   | 赤             | - 脚本・監督は、天才小学生シリーズ以外。 - 編集担当無し。 | 早稲田大学国際教養学部（中退） | - 英語が上手。 - 大学生現役時代、坊主にした。 - 体調不良によりきいた活動休止（YouTube活動開始から活動休止まで：2017年12月 - 2022年12月)（活動再開日：2023年4月 - ） - 年の離れた弟がいる。 - 血液型は非公表 | - 標準語 - 日本語 - 英語（英検準一級） | - 瞑想 - 神社仏閣巡り - フォートナイト | - バスケットボール - 英語         |

## 主なコント内の登場人物設定
やねすけ
演：やねすけ
本名：恐神やねすけ（おそがみやねすけ）
年齢：9歳
職業：小学生、タレント、YouTuber、殺し屋、プロゲーマー、社長、焼肉屋、寿司屋、ハンバーガー屋、ラーメン屋
天才小学生で、授業はほとんどわかるため楽んでいない。脳内で分析・計算を高速でできるため、テストで毎回100点なのはもちろん、武器やゲームを一瞬で作ることができたりハッキングができるほか、超能力でワープやバリア、高速移動、透明化ができる。父（かねすけ）が天才研究者で、遺伝のため生まつき頭が良い。ゲームが好きだが、夢中になりすぎてきいこに破壊されてしまうことがある。
きいこ
演：きいた
本名：恐神鬼威子（おそがみきいこ）
旧姓：高山（たかやま）
年齢：33歳
職業：専業主婦、タレント、YouTuber
やねすけの母親。怪力であり人類最強。怒った場合には怒鳴ったり暴力を振ったりするため、かなり凶暴な性格である。夫（かねすけ）は研究所での事故で亡くなっており、シングルマザーとなっている。心の修行でやねすけをひとりぼっちにしていた。甘いもの、有機物、無機物が大好物。
はまい先生
演：はまい
本名：浜井正吾（はまいしょうご）
年齢：30歳
職業：教師
やねすけ達の担任。平凡な教員であるが厳しい。時々優しい一面がある。一度児童に不適切な教育をしたため逮捕された。悪さをした児童には怒鳴ったりするが、最終的にやねすけに論破されるパターンが多い。好きな食べ物はハッピーターン。
きいた
演：きいた
本名：梅江きいた（うめえきいた）
年齢：9歳
職業：小学生
やねすけのクラスメイト。うんちを頻繁に漏らしてしまうが、それぞれ色があり金色だと運気があがるが黒色だと不運になるという特徴がある。
こんじゅり
演：こんじゅり
本名：近藤珠理
年齢：9歳
職業：小学生
おませな小学生でやねすけのクラスメイト。マイメロが好き。
ゆーと
演：うたゆーと
本名：宇田友音（うたゆうと）
年齢：9歳
職業：小学生
普通の小学生で、やねすけのクラスメイト。キャベツ太郎が好物。特徴的な太ももを自慢している。元々は大豪邸に住むお金持ちだったが、父親が厳しいことに不満を抱き家出をしたため、ダンボールハウスに住むホームレスである。
うどじゅん
演：うど潤
本名：うど潤（うどじゅん）
年齢：9歳
職業：小学生
やねすけのクラスメイト。家が大富豪であり、何でも買ってもらえる。

## MV
- モンスターママ（作詞：バンカラジオ 作曲：馬場龍樹、新Q）[動画 25][注 6]
- アインシュタイン少年（作詞：バンカラジオ、芦⽥菜名⼦ 作曲：芦⽥菜名⼦、R.I.K）[動画 26]
- BADS GAKUREKI（作詞：やねすけ 作曲：不明）[動画 27][注 7]
- 受験あるあるRAP（作詞：やねすけ 作曲：DJ Chill[15]）[動画 28]

## テレビ出演
- 月曜から夜更かし（日本テレビ系列） - [動画 29][注 8]。
- おはスタ（2023年1月13日 - 、テレビ東京系列6局）